# Dariusz Kołodziej
Dariusz Kołodziej (ur. 17 kwietnia 1982 w Krakowie) – polski piłkarz grający na pozycji pomocnika, wychowanek Hutnika Kraków. Był najlepszym strzelcem Podbeskidzia Bielsko-Biała w sezonie 2007/08, do którego przeszedł w 2005 roku. Obecnie występuje w lidze okręgowej w klubie GKS Czarni Jaworze.
Debiutował w drużynie Podbeskidzia 30 lipca 2005 roku w przegranym 1:2 meczu z Zagłębiem Sosnowiec.
W Ekstraklasie wystąpił po raz pierwszy 11 sierpnia 2008 roku w barwach Górnika Zabrze, wchodząc na boisko w 66. minucie meczu przeciwko Ruchowi Chorzów.

## Kariera piłkarska
| Sezon     | Klub                       | Mecze | Gole |
| --------- | -------------------------- | ----- | ---- |
| 1999-2005 | Hutnik Kraków              |       |      |
| 2005-2006 | Podbeskidzie Bielsko-Biała | 31    | 3    |
| 2006-2007 | Podbeskidzie Bielsko-Biała | 32    | 4    |
| 2007-2008 | Podbeskidzie Bielsko-Biała | 32    | 14   |
| 2008-2009 | Górnik Zabrze              | 23    | 3    |
| 2009-2010 | Podbeskidzie Bielsko-Biała | 29    | 7    |
| 2010-2011 | Podbeskidzie Bielsko-Biała | 14    | 2    |
| 2011-2012 | Podbeskidzie Bielsko-Biała | 6     | 0    |
| 2012-2013 | Podbeskidzie Bielsko-Biała | 3     | 0    |

*Stan na 18 lutego 2013

## Wyróżnienia
- Portale 2liga.pl[3] i SportoweFakty.pl[4] wybrały Dariusza Kołodzieja do jedenastki najlepszych zawodników II ligi sezonu 2007/08.
- Gazeta Wyborcza nominowała Dariusza Kołodzieja najlepszym pomocnikiem sezonu 2007/08, grającym na Śląsku[5].